# Коррупционный скандал с компанией «Siemens» в Греции
Политический скандал относительно коррумпированности и взяточничества разгорелся в 2008 году, когда были уличены подробности сотрудничества Siemens и правительства Греции во главе с премьер-министром Костасом Симитисом в период подготовки к Летним Олимпийским играм 2004 в Афинах.
Подкуп чиновников был необходим компании для того, чтобы беспрепятственно получать государственные контракты на выполнение работ, связанных с переводом телефонной сети OTE на цифровой формат, создание систем коммуникации для греческой армии, а также обеспечения систем наблюдения для Олимпийских игр 2004 года.
Общая сумма взяток, которые получили чиновники, представители правящей партии ПАСОК, оппозиционной Новой демократии и даже несколько представителей «малых» партий SYRIZA и LAOS, оценивается в 100 млн. евро. При этом претензии к Siemens в мировом масштабе составляют 1300 млн евро.

## Следствие
Обвинение предъявлены 27 августа 2008 не против конкретного лица, а как позволяет греческое законодательство, против всех ответственных лиц. Главным фигурантом в судебном деле со стороны компании Siemens выступает руководитель (на тот момент) концерна Siemens в Греции  Михалис Христофоракис, бежавший в Германию, как только уголовное дело было открыто, чтобы избежать преследования в Греции.
Расследование дела парламентским комитетом продлилось до 30 сентября 2010 года. Спикер Греческого парламента Филиппос Пецальникос сообщил, что представители намерены посетить Германию и уже там допросить кроме Михалиса Христофоракиса и бывших руководителей главного управления компании Siemens Рейнхарда Секачека и Михаэля Кученройтера. Судебный процесс над ними также в деле взяточничества завершился в конце апреля 2010 года, оба топ-менеджера Siemens признаны виновными. Одновременно лидер партии LAOS Георгиос Каратзаферис, известный провокационными обращениями и интервью для СМИ, объявил о намерении LAOS принять участие в работе парламентской следственной группы, поскольку некоторые его члены пытаются скрыть определенные факты. В ответ спикер кабмина Греции выступил с заявлением о недопустимости утечки следственной информации и заверил в тщательном рассмотрении всех материалов.
4 октября 2010 года глава следственного комитета Сифис Валиракис призвал парламент Греции требовать от компании Siemens уплаты компенсации в размере 2 миллиардов евро.

### Свидетели по делу
Судебное рассмотрение дела началось в начале 2010 года. Основные свидетели по делу Siemens в Греции:
- 22 февраля 2010 освидетельствован бывший председатель ОТЕ Димитрис Папулиас[9]
- 1 марта — управляющий ОТЕ Панаис Вурлумис[10]
- 4 марта — окружной прокурор Панайотис Афанасия и следователь Никос Загорианос[11]
- 20 апреля — генеральный директор отделения Siemens в Греции Панайотис Ксинис.
- 21 апреля — бывший министр Яннис Кефалояннис[12]
- 22 апреля — секретарь Михалиса Христофоракиса Екатерина Цакалу[13]
- 26 апреля — бывший заместитель министра внутренних дел и общественного порядка Христос Маркояннакис[14]
- 29 апреля — депутат Греческого парламента от партии ПАСОК Костас Карталис и адвокат Александр Ликурезос[15]
- 13 мая — бывший министр Йоргос Вулгаракис[16] и бывший председатель и исполнительный директор Vodafone Greece Гиоргос Корониас[17]
- 18 мая — депутат парламента от партии ПАСОК Костас Гитонас и бывший исполнительный директор партии Новая Демократия Костас Симефоридис[18]
- 20 мая — бывший руководитель стратегического планирования, развития и имущества Организации греческих железных дорог Эвстафий Цегос, бывший генеральный директор Организации греческих железных дорог Панайотис Кумантос[19]
- 26 мая — бывший министр Тасос Ментелис и его доверенное лицо, бизнесмен Гиоргос Цугранис.
- 2 июня — предприниматель Мариос Кацикас[20]
- 3 июня — менеджер экономического отдела подразделения Siemens в Греции Рудольф Фишер, второй — секретарь Михалиса Христофоракиса Екатерина Цакалу[21].
- 11 июня — председатель и управляющий директор группы корпоративных коммуникаций Siemens Гиоргос Флессас[22].
- 13 и 23 июня — бывший генеральный директор OSE Костас Яннакос[23]
- 13 июля — бывшие руководители Организации содействия развитию греческой культуры Стаматис Мауру и Майкл Сиопсис, ответственный за выбор подрядчика Димитрис Либеропулос, бывший генеральный секретарь Министерства культуры Христос Захопулос[24]
- 14 июля — бывший министр транспорта и коммуникаций Христос Верелис[24].
- 15 июля — бывший министр транспорта Михалис Лиапис[25].
- 26 августа — бывший министр финансов Никос Христодулакис и инженер Пантелис Каракостас[26].
- 1 сентября — бывший министр обороны Акис Цохатзопулос и Павлос Николаидис[27].
- 2 сентября — бизнесмен Сократ Коккалис и бывший министр обороны Спилиос Спилиотопулос[28].
- 7 сентября — инженер Пантелис Каракостас[29]
- 9 сентября — депутат от партии «Новая демократия» Панос Камменос[30]
- 14 сентября — бывший депутат Теодорос Цукатос[31]
- 15 сентября — бывший министр иностранных дел Дора Бакоянни[32].
- 26 октября — бывший менеджер Siemens AG Рейнхард Секачек признался в факте передачи взятки государственным должностным лицам Греции, впрочем конкретных имен он якобы не знал[33][34].
- 27 октября — генеральный директор представительства Siemens в Греции Михалис Христофоракис[34].

### Подозреваемые
25 июня 2010 года обнародован перечень из 10 имен политиков, которые в прошлом занимали посты министров и подозреваются в деле с компанией Siemens. Представители обеих партий ПАСОК и Новой демократии Панайотис Ригас и Константинос Тзаварас подчеркнули, что этот перечень не является обвинением в связи с немецкой компанией, а представитель Компартии Греции Танасис Пафилис сделал заявление, что критериями отбора считалась деятельность лиц в области телекоммуникации и Минфина. Названы имена:
- Акис Цохадзопулос
- Яннис Папандониу
- Никос Христодулакис
- Христос Маркояннакис
- Вирон Полидорос
- Анастасий Мандела
- Христос Верелис
- Михалис Лиапис
- Георгиос Алогоскуйфис
- Йоргос Вулгаракис

## Итоги дела
В ходе расследования дела бывший министр транспорта Греции Тасос Ментелис признался в том, что принял взятку в размере 100 тысяч евро от компании Siemens. Греческая сторона добилась в Германии выдачи бывшего руководителя концерна Siemens в Греции Михалиса Христофоракиса.
24 января 2011 года в Греческий парламент представил окончательный вывод следственной комиссии по делу. Основное внимание общества было приковано к его рекомендациям относительно уголовной ответственности подозреваемых экс-министров. 25 января стало известно, что комиссия рекомендовала привлечь к уголовной ответственности 14 экс-министров.
Также премьер-министр Греции Георгиос Папандреу созвал срочное совещание с министром юстиции Харисом Кастанидисом, министром экономики и конкурентоспособности Михалисом Хрисохоидисом, министром финансов Георгиосом Папаконстантину и государственным министром Харисом Памбукисом. Он поставил перед ними задачу принять все возможные меры, чтобы как можно быстрее вынести окончательное решение по делу, присоединиться к многонациональному иску против компании Siemens и выдвинуть требования компенсаций Греции за ущерб, причиненный экономике государства (в конце 2008 года концерну уже вынесено судебное решение выплатить около 1 млрд евро компенсаций правительствам США и Германии).
В 2017 году Тасос Ментелис был приговорён к 8 годам лишения свободы условно.